# Glenn Whelan
Pour les articles homonymes, voir Whelan.
Glenn Whelan, né le 13 janvier 1984 à Dublin en Irlande, est un footballeur international irlandais qui évolue au poste de milieu défensif.

## En club

### Manchester City
Whelan commence sa carrière professionnelle au Manchester City Football Club mais ne joue pour le club mancunien qu’un seul et unique match en août 2003. Il participe au match de Coupe UEFA 2003-2004 contre The New Saints Football Club avant de rejoindre le Bury Football Club sous la forme d’un prêt d’un mois. Glenn Whelan est sélectionné en équipe d’Irlande des moins de 21 ans et joue les matchs de qualification à la coupe du monde de football de sa catégorie. Il retourne ensuite à Bury pour un nouveau prêt d’un mois.

### Sheffield Wednesday
Glenn Whelan rejoint le Sheffield Wednesday Football Club  alors en troisième division lors de l’été 2004. Il s’impose tout de suite comme un des joueurs de base de l’équipe et participe à 41 matchs pour 4 buts marqués. Il est élu « homme du match » lors des play-offs contre Hartlepool United au Millennium Stadium à Cardiff. Après que Sheffield Wednesday a gagné sa place en deuxième division, Whelan devient même le capitaine de l’équipe. En juin 2006 il est toutefois placé sur la liste des transferts avant d’en être retiré avec l’arrivée d’un nouveau manager dans le club. Il répond alors à l’attente placée en lui par son entraîneur en marquant 7 buts au cours de la saison suivante. Il est élu « joueur de l’année » pour le club au terme de la saison 2006-2007,.

### Stoke City
Glenn Whelan est transféré vers le club de Stoke City Football Club le 30 janvier 2008. Il signe un contrat de trois ans et demi. Il joue son premier match sous ses nouvelles couleurs trois jours plus tard contre Cardiff City en remplaçant à la 82e minute le titulaire, Mamady Sidibe. Sa première titularisation intervient la semaine suivante contre Wolverhampton Wanderers. Whelan marque son premier but pour Stoke le 7 avril 2008 contre Crystal Palace FC. Whelan joue cette année-là 14 matchs pour Stoke et participe à la montée du club en Premier League, la première division anglaise.
La première saison dans l’élite anglaise est plutôt difficile pour Whelan. Après un premier match raté contre Bolton Wanderers, il est relégué en équipe réserve et joue seulement la Carling Cup. Malgré ces difficultés, Whelan refuse d’être transféré. La saison suivante il refait son apparition en équipe première et devient de nouveau un joueur clé de l’équipe. Il est titulaire dans la quasi-totalité des rencontres de son club et signe un nouveau contrat de 4 ans le 15 juillet 2009.

### Aston Villa
Le 20 juillet 2017, Whelan s'engage pour deux ans avec Aston Villa.
Whelan marque son premier but pour les Villans le 24 février 2018, lors d'une rencontre de championnat face à Sheffield Wednesday. Il est titularisé et participe à la victoire de son équipe par quatre buts à deux.

### Hearts et après
Le 14 août 2019, il rejoint Heart of Midlothian. Le 7 janvier 2020, le club écossais annonce que le contrat de Whelan est rompu à l'amiable
Le 24 janvier 2020, il rejoint librement Fleetwood Town.
Le 4 septembre 2021, il rejoint Bristol Rovers.
Whelan met un terme à sa carrière professionnelle à l'issue de la saison 2022-2023, à l'âge de 39 ans. 

### En sélection nationale
Glenn Whelan joue quatorze matchs internationaux avec l'équipe d'Irlande espoirs, étant même capitaine de l'équipe à de nombreuses reprises.
Il obtient sa première sélection en équipe de la république d'Irlande de football en mai 2008 pour un match contre la Serbie . Il marque son premier but en équipe nationale contre la Géorgie au cours d’un match disputé à Mayence en Allemagne. Whelan devient rapidement un rouage essentiel de l’équipe dirigée par Giovanni Trapattoni.
Il est retenu dans la liste des 23 joueurs irlandais convoqués pour participe à l'Euro 2012.

## Palmarès

### En club
- Stoke City
  - Vice-champion d'Angleterre de D2 en 2008
  - Finaliste de la Coupe d'Angleterre en 2011.